# Смит, Лиза Джейн
Лиза Джейн Смит (англ. Lisa Jane Smith, L. J. Smith; 4 сентября 1958, Форт-Лодердейл, Флорида, США — 8 марта 2025, Уолнат-Крик, Калифорния) — американская писательница, автор юношеской литературы, сочетающая в своих книгах такие жанры как фэнтези, научную фантастику, мистику, ужасы и элементы любовных романов.

## Биография
Она закончила Калифорнийский университет в Санта-Барбаре, получив степень бакалавра по экспериментальной психологии, получила два преподавательских диплома в Университете Сан-Франциско — по начальному и специальному (коррекционному) образованию. Некоторое время работала по специальности, но потом полностью посвятила себя писательской карьере.
Идея первой книги пришла к Лизе Джейн еще в старших классах школы, но дописала она её только в год окончания университета. Это был роман The Night of the Solstice (Ночь солнцестояния) и через некоторое время, после внесения изменений и сокращения текста, книгу приобрело издательство Macmillan.
Персонажи книг Лизы Джейн Смит — сверхъестественные или человеческие, все как на подбор красивы и молоды. Чаще всего сюжет в её книгах является вариацией на тему конфликта добра со злом, в центре которого находится персонаж, перерождающийся за время этого конфликта и превращающийся в героя. Её книги наивны и идеалистичны, но всё-таки обладают определённым шармом.
В 2009 году, после 10-летнего творческого отпуска, писательница вернулась к аудитории с новым романом серии «Дневники вампира» (англ. The Vampire Diaries) и анонсировала выход ещё трёх своих книг в ближайшие годы. Кроме того, в 2007—2008 годах были успешно переизданы её старые работы.
Лиза Джейн Смит написала более двадцати книг для детей и подростков. Она написала три трилогии, одну серию, одну тетралогию и два романа компаньона.
Смит умерла 8 марта 2025 года в возрасте 66 лет от болезни.

## Экранизации
В 2009 году стартовала одноимённая экранизация серии «Дневники вампира», состоящая из восьми сезонов.
Так же была экранизирована серия «Тайный круг»: премьера одноимённого телесериала по мотивам романов состоялась 15 сентября 2011 года, однако из-за низких рейтингов проект был закрыт после первого сезона.
В мае 2020 года стало известно что трилогия «Запретная игра» будет экранизирована в виде сериала для Warner Bros. TV, над проектом работает Грег Берланти.